# Дом А. Л. Барышевой
Дом А. Л. Барышевой — памятник градостроительства и архитектуры в историческом центре Нижнего Новгорода. Построен в 1837—1839 годах. Автор проекта — первый городской архитектор Нижнего Новгорода  Г. И. Кизеветтер. 
Историческое здание — объект культурного наследия Российской Федерации. 

## История
3 августа 1837 года купчиха Анна Логиновна Барышева купила у М. Ф. Щелокова в древней Благовещенской слободе земельный участок вместе со стоящим на нём обгоревшим каменным домом и обратилась к архитектору Г. И. Кизеветтеру с предложением разработать проект перестройки здания. Кизеветтер разработал проект трёхэтажного каменного дома с сохранением старых стен, который был высочайше утверждён императором во Владикавказе 14 октября 1837 года. 
В процессе строительства весной 1838 года А. Л. Барышева решила, что старую кладку обгоревшего дома нужно разобрать и 5 марта Г. И. Кизеветтер сделал новую смету строительства лишь фундаментов в 6674 рубля. Такие расходы вынудили Барышеву просить в Строительном комитете ссуду в 5 тыс. рублей. 
Надзор за строительством поручили Г. И. Кизеветтеру, который 31 мая 1838 года отчитался о закладке фундамента и о начале возведения стен. К концу августа дом был вчерне построен и покрыт железной кровлей. На следующий год была завершена отделка, хотя Барышевой пришлось для этого взять ещё одну ссуду, которую она решила выплачивать на средства от сдачи гостиничных номеров, которые должны были составить не менее 1 тыс. рублей в год. 
Дом в 7 окон получил пышное декоративное убранство: квадровый руст первого этажа, богатые лепные наличники второго этажа с набором балясин и балконом по центру, меандровый пояс под окнами третьего этажа. Въезд во двор был выполнен по образцовому фасаду ворот, но с привнесением в его архитектуру уникальных художественных деталей. 
На стадии завершения отделочных работ, к дому был пристроен по такому же проекту трёхэтажный дом П. Е. Кубаревой. Набережная Оки в этом месте стала застроенной домами так называемым единым фасадом.                   